# Montanwerke Brixlegg

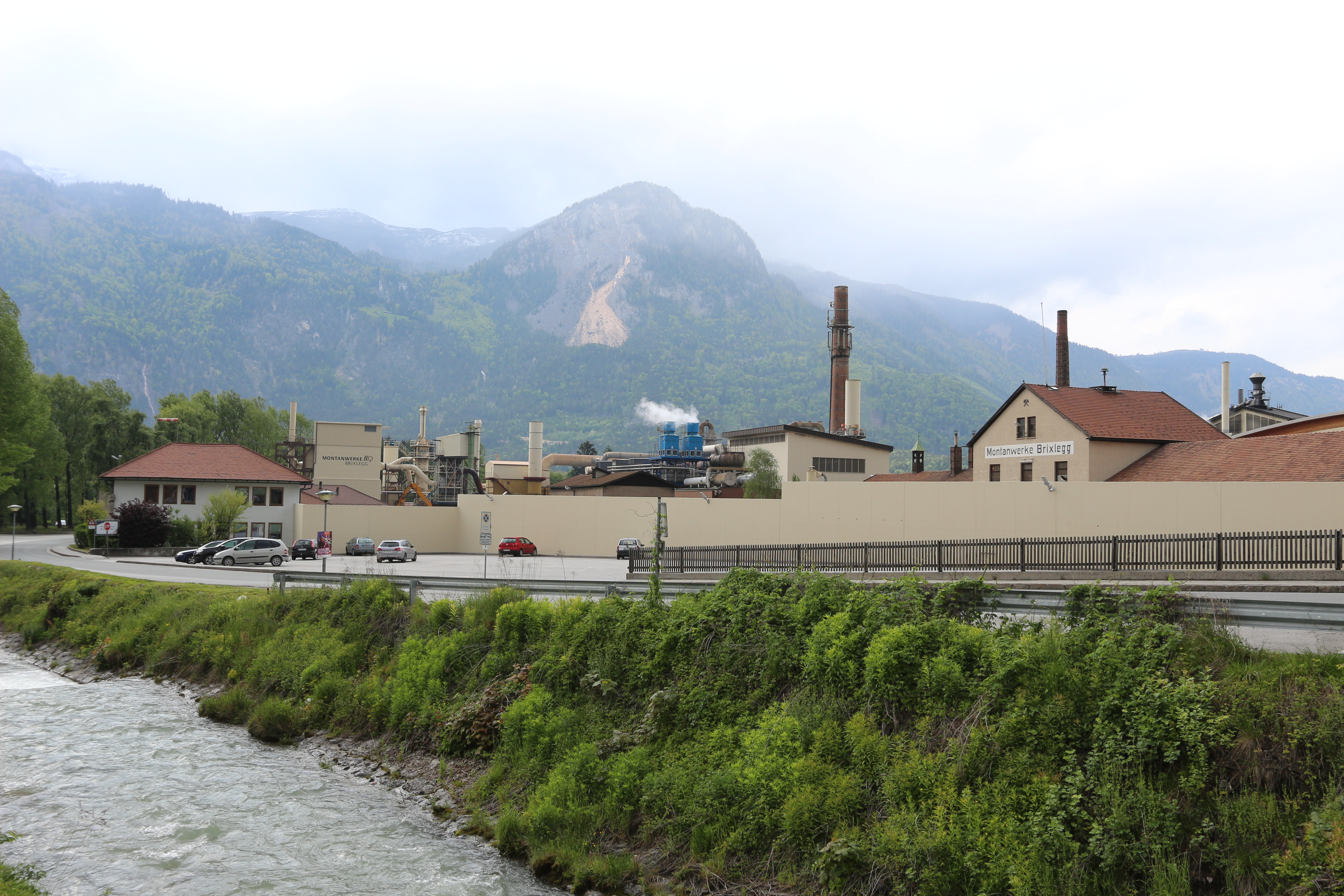
Die Montanwerke Brixlegg

Die Montanwerke Brixlegg sind ein Tiroler Produzent von Kupfer-Halbzeugen mit Sitz in Brixlegg. Gemäß der ersten urkundlichen Erwähnung datiert die Kupfer-Silberhütte Brixlegg auf spätestens 1463 zurück. Herzog Ludwig der Reiche legte den Grundstein des Werkes, das bis in das 20. Jahrhundert stark mit dem Bergbau in Tirol verknüpft war. Mit dem Rückgang der regionalen Erzförderung gewann die Rückgewinnung von Kupfer aus Altmetallen zunehmend an Bedeutung. Heute werden 100 % der vertriebenen Halbzeuge aus recyceltem Kupfer hergestellt. Schon seit 1885 wurde elektrischer Strom zur elektrolytischen Kupferraffination genutzt. Kupferbleche aus Brixlegg wurden unter anderem zur Eindeckung der Dächer des Justizpalasts, des Parlamentsgebäudes und des Schlosses Schönbrunn in Wien verwendet, außerdem wurden in der Vergangenheit Münzmetalle nach Wien, Mailand und Venedig geliefert. Im Jahr 2017 waren die Montanwerke Brixlegg mit einem Jahresumsatz von 777 Millionen Euro das fünftumsatzstärkste Unternehmen des Bundeslandes Tirol.
Nach eigenen Angaben liegt der Exportanteil des Betriebes bei über 80 %. Am 4. April 2012 ging die Montanwerke Brixlegg AG in den Besitz der Schweizer Umcor AG über. Seitdem werden 99 % der Unternehmensanteile mittelbar über die österreichische Tochter Umcor Holding GmbH gehalten, das restliche Prozent der Anteile gehört direkt der Umcor AG. Seit dem Zeitpunkt der Übernahme ist die französische Gindre-Gruppe eine Schwestergesellschaft der Montanwerke Brixlegg. Beide Unternehmen waren bis 2012 Teil des Mischkonzerns A-Tec Industries. Im September 2013 wurde bekanntgegeben, dass der russische Kupferproduzent UGMK 10 % der Anteile der Montanwerke Brixlegg übernommen hätte. Diese Meldung wurde erst im Jahr 2014 wieder dementiert. Ein Verkauf von Anteilen habe zu keinem Zeitpunkt stattgefunden, obgleich UGMK über einen langen Zeitraum auf der Website der Montanwerke als Miteigentümer genannt worden war.
Der Hauptstandort in Brixlegg beschäftigte 2019 nach Angaben des Unternehmens über 300 Mitarbeiter. Einen weiteren Standort bildet seit einer Übernahme 2002 die slowakische Kupferhütte Kovohuty, a.s. in Krompachy mit rund 150 Mitarbeitern. Dort werden jährlich 48.000 Tonnen Anodenkupfer hergestellt, die in Brixlegg zu Kathoden veredelt werden. Zwischen 20 und 25 % des jährlichen Strombedarfs der Montanwerke Brixlegg können durch drei Kleinwasserkraftwerke am Alpbach gedeckt werden, die sich im Besitz der Unternehmenstochter Montanwerke Brixlegg Wasserkraftwerke GmbH befinden und zusammen eine Gesamtkapazität von 18,1 Gigawattstunden bereitstellen. Bei Hygna befindet sich der Speicher Lochham, der durch das Aufstauen des Alpbachs mittels einer Bogenstaumauer entsteht.
Das Produktspektrum des Unternehmens umfasst hochreine Kupferkathoden, sowie Reinstkupfer in Form von stranggegossenen Rundbolzen und Walzplatten. Kupferoxychlorid in Pulverform findet in Fungiziden Anwendung. Bedingt durch den elektrolytischen Produktionsprozess fallen Edelmetalle wie Gold, Silber, Platin und Palladium als „Abfallstoffe“ im Anodenschlamm an. Diese werden ebenfalls durch das Unternehmen vertrieben.
In den 1980er Jahren fielen die Montanwerke Brixlegg durch stark erhöhte PCDD-Belastungen in der Umgebung des Betriebes und in den Körpern einiger Anwohner negativ auf. Es wurden teilweise Luftkonzentrationen von 2,56 Picogramm pro Kubikmeter Atemluft in der Nähe des Betriebsgeländes gemessen. Die Kontamination der Umgebung wurde direkt mit den Montanwerken Brixlegg in Verbindung gebracht.